# 웬스 카사레스
웬세슬라오 카사레스(스페인어: Wenceslao Casares, 1974년 2월 26일 ~ )는 아르헨티나에서 태어났으며 웬스 카사레스(스페인어: Wences Casares)로도 알려져 있다. 그는 테크놀로지 및 금융 벤처 기업에 특화된 글로벌 비즈니스 경험이 많은 테크놀로지 기업가이자 자선가이다.
그는 현재 비트코인 월렛 서비스 제공업체인 자포(Xapo)의 CEO이며, 인터넷 아르헨티나(Internet Argentina), 와나코 게임즈, 파타곤(Patagon), 레몬 월렛와 방코 레몬 (Banco Lemon)을 창립했다. 카사레스는 페이팔과 코인 센터(Coin Center)의 임원이며, 키바(Kiva)와 비바 트러스트(Viva Trust)의 이사직을 역임했다.
카사레스는 비트코인의 주창자로 향후 인터넷보다 비트코인의 규모와 영향력은 더 커질 것이라고 강조해 왔으며, 그는 앨런앤컴퍼니 선밸리 컨퍼런스에 강연자로 참여하여, 1 비트코인 당 가치가 100만 달러까지 오를 것으로 전망했다.

## 어린 시절
카사레스는 아르헨티나, 파타고니아의 목장주 가정에서 4남매 중 첫째로 태어났다. 고교 시절, 카사레스는 펜실베이니아주, 워싱턴에서  교환학생 프로그램에 참여하여 국제 로터리 장학금을 수여 받았다. 카사레스는 유에스에이 투데이와의 인터뷰에서 장학금이 "자신의 삶을 변화시켰다"며, "미국인들에게는 모든 것을 이룰 수 있는 능력이 있다."라고 말했다. 그는 부에노스 아이레스로 돌아가 산안드레스대학교에서 3년간 경영학을 공부하였으나 중퇴 후, 아르헨티나 최초의 인터넷 서비스 제공사인 인터넷 아르헨티나 S.A (Internet Argentina S.A.)를 1994년에 창립했다.
1997년에 회사를 나온 카사레스는 아르헨티나의 온라인 중개회사인 파타곤(Patagon)을 창립했으며 파타곤은 남미의 종합 인터넷 금융 포털 서비스의 선두 기업으로 자리매김 하였으며, 미국, 스페인과 독일에 이르기까지 온라인 뱅킹 서비스를 확장했다. 파타곤은 스페인 은행인 뱅코 산탄데르(Banco Santander)에 7.5억 달러에 인수 합병된 후 Santander Online Worldwide로 성장했다. 파타곤의 투자자 중에는 조지 소로스, 인텔, 마이크로소프트, JP모간 체이스와 기업가 프레드 윌슨(Fred Wilson)이 있다. 프레드 윌슨은 특히 테크크런치 언론인 사라 레이시 (Sarah Lacy)가 진행한 인터뷰에서 “카사레스는 자신이 후원해 온 기업가 중 최고다.”라고 밝히기도 했다. 이후 카사레스는 하버드대학교에서 기업 소유주/경영자 경영과정을 마쳤다.

## 경력
2002년에 카사레스는 뉴욕에 본사를 둔 비디오게임 개발회사 와나코 게임스(Wanako Games)를 창립했으며, 후에 Behaviour Santiago로 기업명이 변경되었다. 와나코 게임스(Wanako Games)는 블록버스터 게임 어썰트 히어러즈(Assault Heroes)를 출시한 기업으로 유명했으며, 2007년에 액티비전에 인수되었다.
2002년에 카사레스는 브라질의 은행업무 서비스가 부족한 상황에서 파트너 사와 함께 방코 레몬(Banco Lemon)을 창립했으며, 2009년에 브라질 최대 규모의 은행인 방코 브라질로 인수 합병되었다. 카사레스는 디지털 월렛 플랫폼인 레몬 월렛(Lemon Wallet)을 창립하여, 2013년에 미국계 회사인 라이프락(LifeLock)이 약 4300만 달러에 레몬 월렛(Lemon Wallet)을 인수했다.

### 자포(Xapo)
카사레스는 캘리포니아주 팰로앨토에 소재한 비트코인 월렛 스타트업 기업인 자포(Xapo)의 대표이사이다. 자포는 세계 최대 규모의 비트코인 관리 기업이며, 과거 스위스 군용 벙커를 포함하여 5개의 대륙에 걸쳐 지하 금고에 100억 달러 상당의 암호화폐를 보관 중인 것으로 알려진다. 자포는 실리콘밸리에 위차한 선도 벤처 자본회사들로부터 4,000만 달러를 조달 받았다. 쿼츠(Quartz)에 따르면, 카사레스는 빌 게이츠, 레이드 호프만을 비롯하여 실리콘밸리의 기술분야 전문가들로부터 비트코인에 투자하게끔 설득한 것으로 알려졌다.

## 자선사업
2011년에 카사레스는 까르띠에 여성 창업 어워드(Cartier Women’s Initiative Awards)의 심사위원으로 참여했다. 그는 아스펜 연구소의 아스펜 글로벌 리더쉽 네트워크(Aspen Global Leadership Network)에서 Henry Crown Fellows의 2017년도 클래스 멤버이며, 2011년도 세계 경제 포럼의 “차세대 글로벌 리더” 클래스의 선출 멤버로서 스위스에서 열리는 세계 경제 포럼의 연례회의에 정기적으로 참석한다. 그는 젊은 경영인 협회의 멤버이기도 하며, 2010년에는 파블로 보쉬(Pablo Bosch)와의 공동사업으로 칠레 산티아고에 사회자본 및 혁신시설인 라스 마사다스 데 피르케(Las Majadas de Pirque)를 창립했다.

## 가족 관계
카사레스는 캘리포니아주 팰로앨토에서 부인 및 세 자녀들과 함께 거주하고 있다. 2004년부터 2007년까지 카사레스와 그의 가족은 개인 소유의 쌍동선 심파티카(Simpatica)를 타고 전 세계를 일주했다.